# Primera Calle Sureste
La 1.ª Calle Sureste (Primera Calle Sureste) es una vía urbana que discurre en varios segmentos discontinuos en el cuadrante sureste de Managua, Nicaragua, atravesando zonas recreativas, residenciales y de conexión vial.

## Trazado
- Segmento 1: Inicia en la 3.ª Avenida Sureste, al este del Parque Luis Alfonso Velásquez Flores, y cruza la 7.ª Avenida Sureste junto al Parque Santo Domingo en el barrio Santo Domingo. Finaliza temporalmente en la 13.ª Avenida Sureste, a dos cuadras al norte del Mercado Oriental.
- Segmento 2: Reaparece desde la 13.ª Avenida Sureste y continúa hasta la 22.ª Avenida Sureste, en Lomas de Chico Pelón.
- Segmento 3: Inicia en la Avenida Juan Pablo II, dos cuadras al sur del Paso a desnivel de la Carretera Norte. Cruza el Bulevar Rubén Darío y finaliza en la Pista de la Solidaridad con la 56.ª Avenida Sureste.
- Segmento 4: Finalmente, reaparece en la Pista Buenos Aires cerca de la 69.ª Avenida Sureste, dentro del barrio Oswaldo Manzanares, y atraviesa Waspán hasta su extremo en la 74.ª Avenida Sureste.

## Intersecciones principales
- 3.ª Av. SE. – inicio en el entorno del Parque Luis Alfonso Velásquez
- 7.ª Av. SE. – cruce junto al Parque Santo Domingo
- 13.ª Av. SE. – cruce en zona comercial al norte del Mercado Oriental
- 22.ª Av. SE. – límite de Lomas de Chico Pelón
- Pista Juan Pablo II – cruce principal vial al sur del paso a desnivel
- Bulevar Rubén Darío – cruce central de alto tránsito
- Pista de la Solidaridad / 56.ª Av. SE. – intersección con zona mixta
- 69.ª Av. SE. – cruce en Oswaldo Manzanares
- 74.ª Av. SE. – punto final en Waspán

## Barrios que atraviesa
- Santo Domingo
- Lomas de Chico Pelón
- Oswaldo Manzanares
- Waspán

## Coordenadas
- Punto inicial (3.ª Av. SE.): 12°8′43″N 86°15′10″O / 12.14528, -86.25278
- Punto final (74.ª Av. SE.): aproximadamente 12°7′05″N 86°12′10″O / 12.11806, -86.20278